# 아키정 (고치현)
아키정(일본어: 安芸町)은 일본 고치현 아키군에 설치되었던 정이다. 현재의 아키시에 해당한다.

## 역사
- 1889년 4월 1일 - 정촌제 시행에 의해 아키촌, 이노구치촌의 구역으로 아키촌이 성립하였다.
- 1895년 11월 21일 - 정으로 승격해 아키정이 되었다.
- 1943년 10월 1일 - 아나나이촌을 편입하였다.
- 1954년 8월 1일 - 이오키촌·가와키타촌·히가시가와촌·하타야마촌·이노쿠치촌·도이촌·아카노촌과 합병해 아키시가 성립, 동일 아키정은 폐지되었다.

## 교통

### 철도
- 도사전기철도
  - 아키선

## 참고 문헌
- 角川日本地名大辞典編纂委員会,『角川日本地名大辞典 39 高知県』1983, 角川書店